# Gerichtsbezirk Ober-Wików
Der Gerichtsbezirk Ober-Wików (rumänisch: Vicovu de Sus; ukrainisch: Wikiw Horisznyj) war ein geplanter Gerichtsbezirk im Herzogtum Bukowina. Der Gerichtsbezirk sollte Teile im Zentrum der Bukowina bzw. im heutigen Rumänien umfassen, wobei das Gebiet nach dem Ersten Weltkrieg Rumänien zugeschlagen wurde. Das Gebiet ist heute Teil des rumänischen Anteils der Bukowina im Norden Rumäniens (Kreis Suceava).

## Geschichte
Im Zuge der Neuordnung des Gerichtswesen im Kaisertum Österreich waren im Juni 1849 die allgemeinen Grundzüge der Gerichtsverfassung in den Kronländern durch Kaiser Franz Joseph I. genehmigt worden. Hierauf ließ Justizminister Anton von Schmerling Pläne zur Organisierung des Gerichtswesens in der Bukowina ausarbeiten, die der Kaiser am 6. November 1850 per Verordnung ebenfalls genehmigte. Mit der Reorganisation ging die Abschaffung der landesfürstlichen Gerichte ebenso wie der Patrimonial-Gerichte einher, wobei Schmerling ursprünglich die Errichtung von 17 Bezirksgerichten plante und die Bukowina dem Oberlandesgericht Stanislau unterstellt werden sollte. Schließlich schufen die Behörden nur 15 Bezirksgerichte, die man dem Landesgericht Czernowitz bzw. dem Oberlandesgericht Lemberg zuordnete. Das Gebiet um Ober-Wików war 1854 Teil des Gerichtsbezirks Radautz geworden. Erst im März 1914 wurde die Errichtung des Gerichtsbezirks Ober-Wików durch das Justizministerium verordnet, wobei hierfür Teile des Gerichtsbezirks Radautz bzw. des Gerichtsbezirks Seletin dem neu zu errichtenden Bezirksgericht Ober-Wików unterstellt werden sollten. Der Gerichtsbezirk Ober-Wikow sollte dabei die Gemeinden bzw. Gutsgebiete Bilka (rumänisch: Bilca), Karlsberg (Gura Putnei), Ober-Wików (Vicovu de Sus), Putna (Putna) und Unter-Wików (Vicovu de Jos) des Gerichtsbezirks Radautz bzw. die Gemeinde und das Gutsgebiet Straza (Straża) des Gerichtsbezirks Seletin umfassen. Die Bestimmung des Zeitpunkts der Amtswirksamkeit des Bezirksgerichts Ober-Wikówin war für einen späteren Zeitpunkt geplant. Durch den Ausbruch des Ersten Weltkriegs entfiel die Errichtung des Bezirksgerichts Ober-Wików, wodurch die Errichtung des gleichnamigen Gerichtsbezirks nie gültig wurde.